# Federaal district Verre Oosten
Het federaal district Verre Oosten (Russisch: Дальневосточный федеральный округ; Dalnevostotsjny federalny okroeg) is een van de acht federale districten van Rusland, die in 2000 werden ingesteld door president Vladimir Poetin. Het bestuurlijke centrum is sinds 2018  Vladivostok. Daarvoor was dit Chabarovsk.
Het grondgebied beslaat het gehele Russische Verre Oosten (Russisch: Дальний Восток России; Dalni Vostok Rossii).
Op 15 juli 2022 werd de eerste snelweg geopend in het federaal district. Deze verenigde de federale wegen "Oessoeri" (Chabarovsk - Vladivostok), "Amoer" (Tsjita - Chabarovsk) en "Vostok" (Chabarovsk - Nachodka), een weg die de regionale hoofdstad verbindt met Komsomolsk aan de Amoer en een aantal plekken van het grondgebied van de voortschrijdende sociaal-economische ontwikkeling (SAD).

## Bestuurlijke indeling

Gebiednummers

| Nr. | Vlag | Gebied         | Type           | Bestuurlijk centrum       | Oppervlakte (km²) | Inwoners (c. 2002) |
| --- | ---- | -------------- | -------------- | ------------------------- | ----------------- | ------------------ |
| 1 |      | Amoer          | oblast         | Blagovesjtsjensk1         | 361.401,6         | 902.844            |
| 2 |      | Joods autonoom | aut. oblast    | Birobidzjan               | 36.112,8          | 190.915            |
| 3 |      | Kamtsjatka     | kraj           | Petropavlovsk-Kamtsjatski | 465.164,6         | 358.801            |
| 4 |      | Magadan        | oblast         | Magadan                   | 464.253,7         | 182.726            |
| 5 |      | Primorje2      | kraj           | Vladivostok               | 161.872,8         | 2.071.210          |
| 6 |      | Jakoetië3      | aut. republiek | Jakoetsk                  | 3.078.125,1       | 949.280            |
| 7 |      | Sachalin       | oblast         | Joezjno-Sachalinsk        | 85.358,8          | 546.695            |
| 8 |      | Chabarovsk     | kraj           | Chabarovsk                | 785.730,0         | 1.436.570          |
| 9 |      | Tsjoekotka4    | aut. district  | Anadyr                    | 719.821,0         | 53.824             |
| 1 De chinese naam voor Blagovesjtsjensk is Hailanpao 2 kraj Primorje wordt ook wel Maritieme provincie genoemd 3 Jakoetië wordt ook wel Republiek Sacha genoemd 4 Tsjoekotka was tot 1991 onderdeel van de oblast Magadan, maar verklaarde zich onafhankelijk van de oblast, wat 2 jaar later werd goedgekeurd door het Russisch constitutioneel hof. |      |                |                |                           |                   |                    |

Centraal · Noordelijke Kaukasus  · Noordwest · Oeral · Siberië · Verre Oosten · Wolga · Zuid